# Ejército Revolucionario Popular Antisubversivo de Colombia
El Ejército Revolucionario Popular Antisubversivo de Colombia (ERPAC) fue una organización narcoparamilitar y una de las bandas criminales emergentes que existían al servicio del narcotráfico (Bacrim), y que formaba parte del conflicto armado interno colombiano.

## Historia

### Antecedentes
Era el heredero de los espacios militares y de narcotráfico del Bloque Centauros de las Autodefensas Unidas de Colombia, comandado por el asesinado jefe paramilitar Miguel Arroyave alias 'Arcángel' (asesinado por sus mismos hombres en 2004), cuya muerte se le atribuye a Cuchillo y al Loco Barrera. Llegó a disputar el territorio con las FARC-EP por el control de los cultivos de coca de su zona de influencia, pese a que uno de sus antiguos líderes; Daniel, "El Loco" Barrera, inició su vida en el crimen al lado de las FARC-EP, comprando la cocaína producida por los guerrilleros en la antigua Zona de Distensión. 

### Origen y desarrollo
Fundado por el narcoparamilitar Pedro Oliviero Guerrero Castillo alias "Cuchillo" (abatido en el año 2010 en la Operación Diamante), quien se había desmovilizado con el 'Bloque Héroes del Guaviare', funda el ERPAC con 200 hombres, se alió con el narcotraficante Daniel Barrera Barrera alias el "Loco Barrera" (capturado en el año 2012) y contaban en su momento con 725 hombres armados en la Orinoquía colombiana. El ERPAC estuvo en guerra con 'Los Macacos' a quienes derrotó en 2008, así mismo realizó un acuerdo territorial con las FARC-EP.
Tras la muerte de Cuchillo y la captura del Loco Barrera, 500 miembros del ERPAC se sometieron a la justicia en 2011.

### Grupos posteriores
El ERPAC quedó dividido en 2 bloques después de la desmovilización del grupo original: El Bloque Meta (dirigido por alias Jhonatan o El Enano, capturado en noviembre de 2015), que operaba en el sur del departamento del Meta y el Bloque Libertadores del Vichada, que operaba en el departamento del Vichada (dirigido por alias Pijarvey, abatido por la policía en octubre de 2015). A 2016, cada grupo contaba con una fuerza de 100 combatientes o menos, debido a las acciones en su contra de la Fuerza Pública.
Según información que se encuentra en estudio por parte de la Fiscalía General de la Nación, Los Rastrojos habrían comprado en 2013 la franquicia del Bloque Meta para empezar una nueva vida criminal producto de los reveses sufridos por parte de las autoridades, además de las deserciones de sus miembros a otras bandas como el Clan del Golfo.
Tras las capturas del Loco Barrera y de Jhonatan, además de la muerte de Pijarvey; los dos bloques quedaron en manos del narcotraficante Mauricio Pachón Rozo, alias "Puntilla", reunificando los dos grupos; esta vez con un nuevo nombre: "Los Puntilleros", con base de operaciones en los Llanos Orientales. De igual manera, Puntilla se hizo con el control de las actividades relacionadas al narcotráfico en la región del Catatumbo a la muerte de alias Megateo, comandante del grupo disidente del EPL, y con el cual mantenía una relación de negocios; al mismo tiempo formó, con ayuda de ex-paramilitares, una red de sicarios a nivel nacional e internacional para deshacerse de antiguos socios del Loco Barrera. Puntilla fue capturado por la policía en una finca de Cimitarra (Santander) en febrero de 2016. Pese a que estuvo a punto de salir de la cárcel en abril de 2017 por vencimiento de términos (la Fiscalía no presentó formalmente un pliego de cargos contra Puntilla en un juicio), fue recapturado en la puerta de la Cárcel de Máxima Seguridad de Cómbita (Boyacá), pero un juez le concedió libertad por fallas en el proceso de captura y estuvo prófugo de la justicia hasta el 4 de diciembre de 2018, cuando fue abatido por la Policía en Medellín luego de un operativo para capturarlo. Quien terminó asumiendo las actividades ilícitas de este capo luego de su primera captura fue el comandante del Bloque Libertadores del Vichada después de la muerte de Pijarvey: Javier Ignacio Rubio Cantor; alias Móvil 7, igual de despiadado que su antecesor y promotor de rutas para el narcotráfico en Venezuela y Brasil. Movi 7 fue abatido por la policía en zona rural de Puerto Carreño (Vichada) el 23 de abril de 2016, capturando además a dos de sus cómplices. Otro cabecilla de este bloque, Álvaro Enciso Arias, alias Venado, fue abatido en mayo de 2016.
En cuanto al Bloque Meta, después de la captura de alias Jhonatan, no hubo un liderazgo notable dentro del grupo, ya que sus cabecillas terminaban rápidamente capturados por la Fuerza Pública, el último fue en julio de 2016, siendo capturado José Manuel Capera; alias Nube Negra, quien ejercía como jefe de esta organización. Días antes de su captura, alias Jhonatan fue contactado por Dairo Antonio Úsuga David; alias Otoniel, líder de la banda criminal Clan del Golfo, la más grande de Colombia, para proponerle la venta del Bloque Meta a este grupo criminal y que Jhonatan estuviera bajo sus servicios. Otoniel ya estaba trabajando de la mano con el otro grupo criminal de los Llanos: el Bloque Libertadores del Vichada, incluso había enviado 150 hombres para reforzar a este bloque criminal, pero el abatido Pijarvey, desconfiando de las intenciones de estos hombres, rompió la alianza declarando la guerra. Al morir Pijarvey y al ser capturado Jhonatan, el camino quedaba aparentemente libre al Clan del Golfo para controlar esta región; previniendo esta situación, la Policía Nacional lanzó a finales del 2015 un operativo en la región para desarticular las organizaciones criminales que estaban ubicadas allí, atacando sus fuentes de ingresos y capturando o dando de baja a sus miembros. También se buscaba impedir la expansión del Clan del Golfo en la región, además de impedir la conformación de nuevos grupos. Este plan fue conocido por la opinión pública como Operación Atenea.
El último cabecilla de los Puntilleros, Arnulfo Guzmán Hernández, alias Tigre, fue capturado el 22 de septiembre de 2017 en Villavicencio (Meta), donde pretendía celebrar el Día del Amor y la Amistad. Con esta captura, según declaraciones del Ministerio de Defensa, queda totalmente desarticulada la organización, aunque esta ya se encontraba en crisis desde tiempo atrás por los golpes sufridos; incluso, estaba gestando alianzas con el Clan del Golfo en la región para subsistir. Se presume que lo poco que quedó de la organización está en manos de la familia Pachón Rozo (familiares del abatido Puntilla), haciendosen conocer como Los Monroy. Esta familia se encuentra dentro de un proceso de extinción de dominio de sus propiedades por parte de las autoridades, incluso se habla que tenían contactos en México y Estados Unidos para traficar narcóticos.
En 2019, fue condenado el Coronel retirado del Ejército Nacional, Oscar Gómez, por falsos positivos y nexos con alias Cuchillo y el ERPAC.